# 프라이스 메달
프라이스 메달(Price Medal)은 고체 지구 분야의 지구물리학, 해양학 또는 행성과학 분야에서 이루어진 탁월한 탐구에 대하여 왕립 천문학회에서 수여하는 메달이다. 이 메달은 앨버트 토마스 프라이스의 이름을 따서 명명되었다. 1994년에 처음 수여되었으며 처음에는 3년마다 주어졌다. 2005년에 2년 주기로 전환하였고 2014년부터는 매년 시상하고 있다.

## 메달 수상자
출처: 왕립천문학회 (달리 명시되지 않는 한)
- 1994 John Arthur Jacobs([[:pt:{{{3}}}|포르투갈어판]])[2]
- 1997 Catherine Constable[3]
- 2000 Jean-Louis Le Mouël[4]
- 2003 Y. Kaminde[5]
- 2007 Andrew Jackson[6]
- 2009 Malcolm Sambridge[7]
- 2011 Roger Searle[8]
- 2013 Kathryn Whaler[9]
- 2014 Seth Stein[10]
- 2015 John Brodholt[11]
- 2016 John Tarduno[12]
- 2017 Richard Holme[13]
- 2018 Stuart Crampin[14]
- 2019 Catherine Johnson[15]
- 2020 Phil Livermore[16]
- 2021 Emily Brodsky[17]
- 2022 Hrvoje Tkalcic[18]
- 2023 Rhian Jones[19]

## 같이 보기
- 천문학 상 목록
- 지구물리학자 목록
- 지구물리학 상 목록
- 사람의 이름을 딴 상금 목록